# Las Vegas Valley Water District

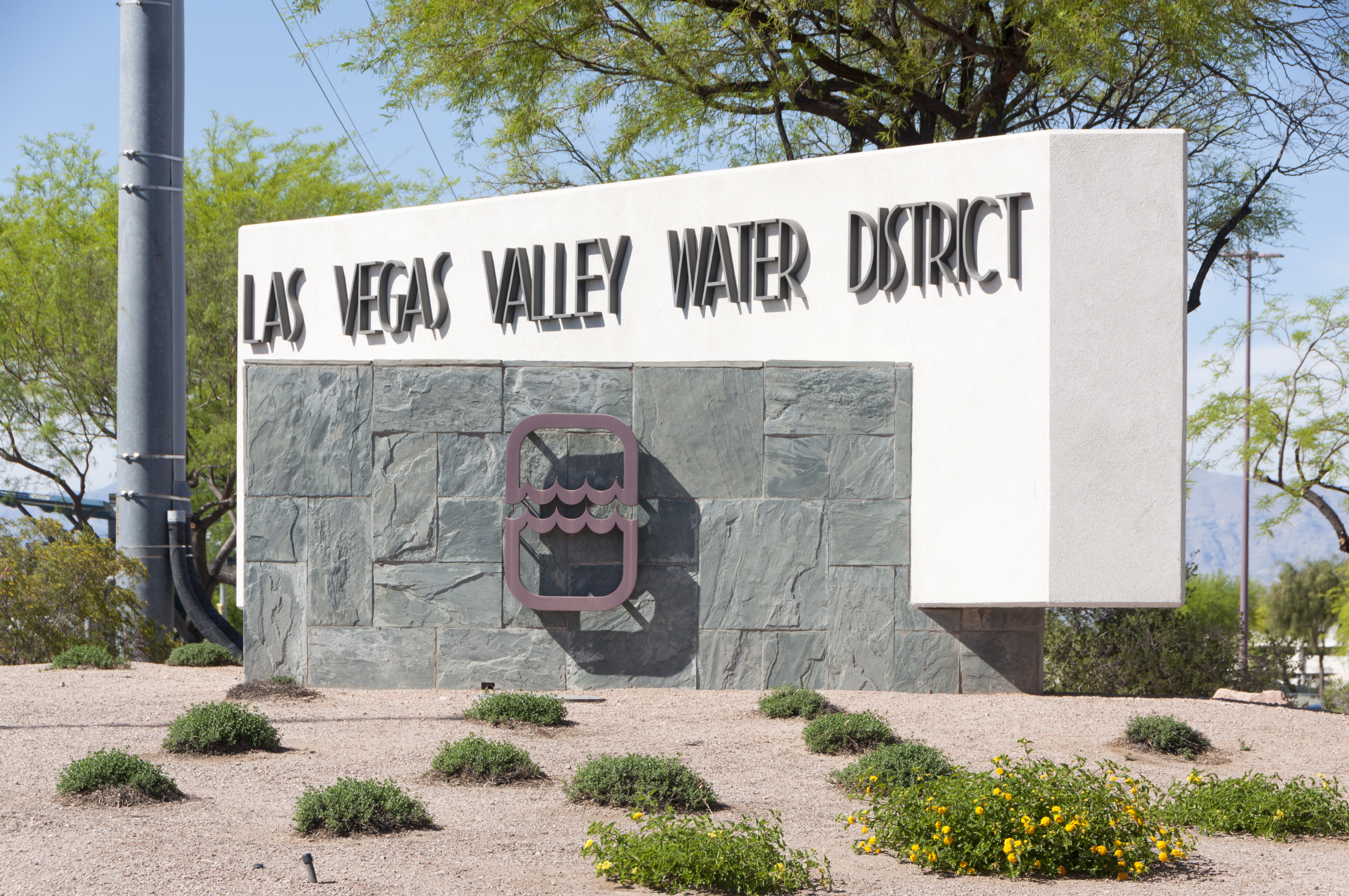
Le panneau à l'extérieur du Las Vegas Valley Water District

The Las Vegas Valley Water District (LVVWD), est une agence gouvernementale d'approvisionnement en eau à but non lucratif qui fournit de l'eau à la vallée de Las Vegas depuis 1954.  Le district a aidé à construire le système de distribution d'eau de la région et fournit maintenant de l'eau à plus d'un million de personnes dans le sud du Nevada. Aujourd'hui, le district fournit de l'eau à la ville de Las Vegas, aux zones non constituées du comté de Clark, dont Paradise et Winchester, où se trouvent les principaux casinos du Las Vegas Strip, Kyle Canyon, Blue Diamond, Searchlight et Jean. 
Les commissaires du comté de Clark font office de conseil d'administration du district de l'eau. Le conseil d'administration désigne le directeur général qui exerce les activités quotidiennes.
Les tarifs d’eau des districts sont réglementés par la loi et ne peuvent couvrir que les coûts de distribution de l’eau et l’entretien et la construction des installations. Les tarifs sont également structurés pour encourager la conservation avec des taux qui augmentent avec l’utilisation.
Le Water District (district de l'eau) est une agence membre de la Southern Nevada Water Authority (SNWA), une organisation régionale qui travaille à sécuriser les ressources en eau de la vallée. SNWA propose également des programmes de conservation pour les clients des agences membres.
Le district est également le gardien de la Las Vegas Springs Preserve, la maison historique des sources fondatrices de Las Vegas. Le district est un partenaire dans le développement de la réserve en un centre de ressources culturelles, présentant des expositions, des sentiers, des jardins et plus encore.

## Histoire
Au début des années 1900, Las Vegas était une plaque tournante pour les chemins de fer de San Pedro, de Los Angeles et de Salt Lake City, qui ont ensuite été intégrés à l'Union Pacific Railroad. La société a créé la Société de l’eau et des terres de Las Vegas ( Las Vegas Land and Water Company - LVL & W) en 1905 pour vendre des terres et fournir de l’eau à la population croissante de Las Vegas. À cette époque, l'eau provenait uniquement des puits et des sources de Las Vegas. Dans l'espoir de limiter l'utilisation des eaux souterraines, la législature du Nevada a créé le Las Vegas Valley Water District en 1947 afin de donner un cadre juridique aux recherches de diversification des approvisionnements de l'agglomération. Le district signa un contrat avec la Basic Magnesium Inc (BMI) à l'origine de la ville de Henderson qui avait des droits d'accès au fleuve Colorado depuis la Seconde Guerre mondiale. Le district commence alors à utiliser la distribution du fleuve Colorado. L'Union Pacific Railroad a accepté de vendre LVL & W en 1952 et le Water District a commencé ses activités le 1er juillet 1954.
La première entreprise majeure du district est l'une des réalisations les plus importantes de l'histoire du sud du Nevada: le district a créé des installations pour amener l'eau du lac Mead dans la vallée. Cela a soulagé une pénurie d'eau persistante pour la ville, mais a également contribué à créer l'une des destinations de villégiature les plus populaires au monde et la plus jeune grande région métropolitaine d'Amérique.
Au fil des ans, le district a construit plus de 6 500 miles de pipeline, créé un système de stockage capable de stocker 900 millions de gallons d’eau et mis en place un programme sophistiqué de surveillance de la qualité de l’eau.